# Стар Стоу
Елен Луїз Стоу (англ. Ellen Louise Stowe), відома як Стар Стоу (англ. Star Stowe, 19 березня 1956 року, Літл-Рок, Арканзас, США — 16 березня 1997 року, Корал-Спрінгс, штат Флорида, США) — американська фотомодель.

## Біографія
У лютому 1977 року стала дівчиною місяця журналу Playboy. Знімок на розвороті журналу був зроблений Помпео Посаром.
Зустрічалася з Джином Сіммонсом. Пізніше деякий час була одружена з Пітером Маліго; народила сина Майкла.
Стоу в 1986-му переїхала в Форт-Лодердейл у пошуках роботи виконавиці екзотичних танців, але зрештою опинилася в проституції, мала алкоголізм та наркоманію.
Була знайдена задушеною і частково оголеною за три дні до свого 41-річчя 16 березня 1997 року в Корал-Спрінгс (штат Флорида, США). Оскільки в регіоні було знайдено тіла ще кількох повій у подібній манері, припустили, що це був серійний вбивця, який діяв на південному заході Флориди. Її вбивство залишилося нерозкритим.